# Axel Dahlman
Axel Edvard Dahlman, född 8 juli 1854 i Karlstad, död där den 13 april 1938, var en svensk skolman. Han var son till Carl Edvard Dahlman och svärfar till Mogens Matell.
Dahlman blev filosofie doktor i Uppsala 1898. Han var lektor i latin och grekiska vid Karlstads läroverk 1886–1919, från 1895 även rektor där. Dahlgren innehade många kommunala uppdrag, och var bland annat stadsfullmäktiges ordförande 1904–1914.
Axel Dahlman var med och grundade Nationalförbundet för Värmland, dagens Moderata Samlingspartiet i Värmland år 1909. Han blev organisationens förste förbundsordförande och verkade som det åren 1909–1918. Han efterträddes av riksdagsmannen och godsägaren Carl Ros.
Dahlman var livligt intresserad av fornminnes- och hembygdsvård och har stått i spetsen för Värmlands sammanslutningar på dessa områden. Förutom flera bidrag till de värmländska städernas kulturhistoria utgav han Tal och föredrag inför skolungdom (1907, 1918), biografier över Cicero (1918) och Agrippa (1927), läroböcker, pedagogiska skrifter, Reseminnen (1900) och en diktsamling (1928).

## Översättningar till svenska av Axel Dahlman
- Marcus Tullius Cicero: Om en ståthållares plikter, Nya Wermlands Tidningens AB, Karlstad, 1926